# 阮玉长山
阮玉长山（1990年2月23日—），越南国际象棋棋手、特级大师。
阮玉长山年少成名，曾获得过世界国际象棋10岁组冠军（2000年）、亚洲国际象棋12岁组冠军（2001年）。2002年，获国际大师称号。2004年，晋升为国际象棋特级大师，也使他成为了越南历史上最年轻的国际象棋特级大师。2006年，获亚洲国际象棋20岁组冠军。2014年，他在国际象棋奥林匹克上以7胜3和、表现分2843分的优异成绩夺得了个人金牌。
阮玉长山的妻子是越南女棋手、国际大师范黎草原。